# 六套乡
六套乡是中国江苏省盐城市响水县下辖的一个乡。

## 行政区划
六套乡下辖以下行政区：
六套居委会、湾港村、新条村、引河集村、双民村、唐友村、富民村、五套村、同兴村、皂角村